# Germán Pezzella
Germán Alejo Pezzella (* 27. Juni 1991 in Bahía Blanca) ist ein argentinischer Fußballspieler.

## Karriere

### River Plate
Pezzella kam 2005 im Alter von 14 Jahren zu River Plate, nachdem er zuvor Olimpo de Bahía Blanca vertreten hatte. Er gab sein Debüt für die Profimannschaft am 7. Dezember 2011 in der Copa Argentina.
Am 10. Dezember 2014 erzielte Pezzella das zweite Tor bei dem 2:0-Sieg im Finale der Copa Sudamericana gegen Atlético Nacional, womit sein Team nach 17 Jahren wieder einen internationalen Titel gewinnen konnte.

### Betis Sevilla
Am 10. Juli 2015 unterzeichnete Pezzella für eine Ablösesumme von 2,3 Millionen Euro einen Fünfjahresvertrag bei Betis Sevilla, die kürzlich in die Primera División aufgestiegen waren. Er gab sein Debüt für den Verein am 23. August und in einem 1:1-Unentschieden gegen Villarreal CF und konnte sich rasch als Führungsspieler etablieren.

### AC Florenz
Nach einer Leihe beim Serie-A-Club AC Florenz in der Saison 2017/18 unterzeichnete Pezzella einen Vertrag bei dem Klub, der bis Ende der Saison 2021/22 gilt. Die Ablösesumme betrug 11 Millionen Euro. Vor der Saison 2018/19 wurde er zum neuen Kapitän des Vereins ernannt.

### Rückkehr zu Betis Sevilla
Zu Beginn der Saison 2021/22 wechselte er zurück zum spanischen Erstligisten Betis Sevilla. Hier blieb er bis zur Saison 2023/24.

### Rückkehr zur River Plate
Im August 2024 kehrte er für eine Ablöse von 4,5 Mio. € zu River Plate zurück.

### Nationalmannschaft
Pezzella gab sein Debüt für die A-Mannschaft am 11. November 2017 bei einem Freundschaftsspiel gegen Russland.
Im Mai 2018 wurde er von Jorge Sampaoli in den vorläufigen 35-köpfigen Kader Argentiniens für die Weltmeisterschaft 2018 in Russland berufen, fand aber für den 23-köpfigen WM-Kader keine Berücksichtigung.
Beim 1:0-Finalsieg am 10. Juli 2021 über Titelverteidiger Brasilien gewann er mit seiner Mannschaft die Copa América 2021. Er stand im argentinischen Kader, welcher die Fußball-Weltmeisterschaft 2022 gewann und kam bei dem Turnier zu drei Einsätzen.

## Erfolge
Nationalmannschaft
- Weltmeister: 2022
- Copa-América-Sieger: 2021, 2024
- Finalissima-Sieger: 2022

River Plate
- Copa Sudamericana: 2014
- Argentinischer Meister: 2014
- Copa Libertadores: 2015
- Recopa Sudamericana: 2015

Betis Sevilla
- Spanischer Pokalsieger: 2022